# Черёмуха обыкновенная
Черёмуха обыкнове́нная (лат. Prúnus pádus, «слива с реки По») — вид невысоких деревьев (изредка кустарников) из рода Слива семейства Розовые (Rosaceae). Встречается также как черёмуха кистева́я по устаревшему синониму лат. Prunus racemosa или лат. Padus racemosa.
Растёт в лесах и кустарниковых зарослях по всей России до Охотского моря, в Западной Европе, в Азии. Культивируется как декоративное растение.
Ранее относилась к подроду Черёмуха (Padus) рода Слива. Согласно сайту GRIN (июль 2024 г.), относится к секции Laurocerasus подрода Вишня (Cerasus).

## Ботаническое описание

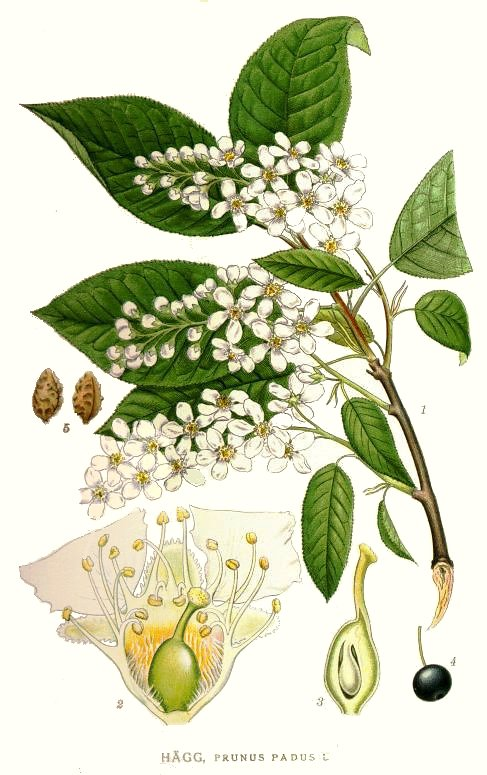

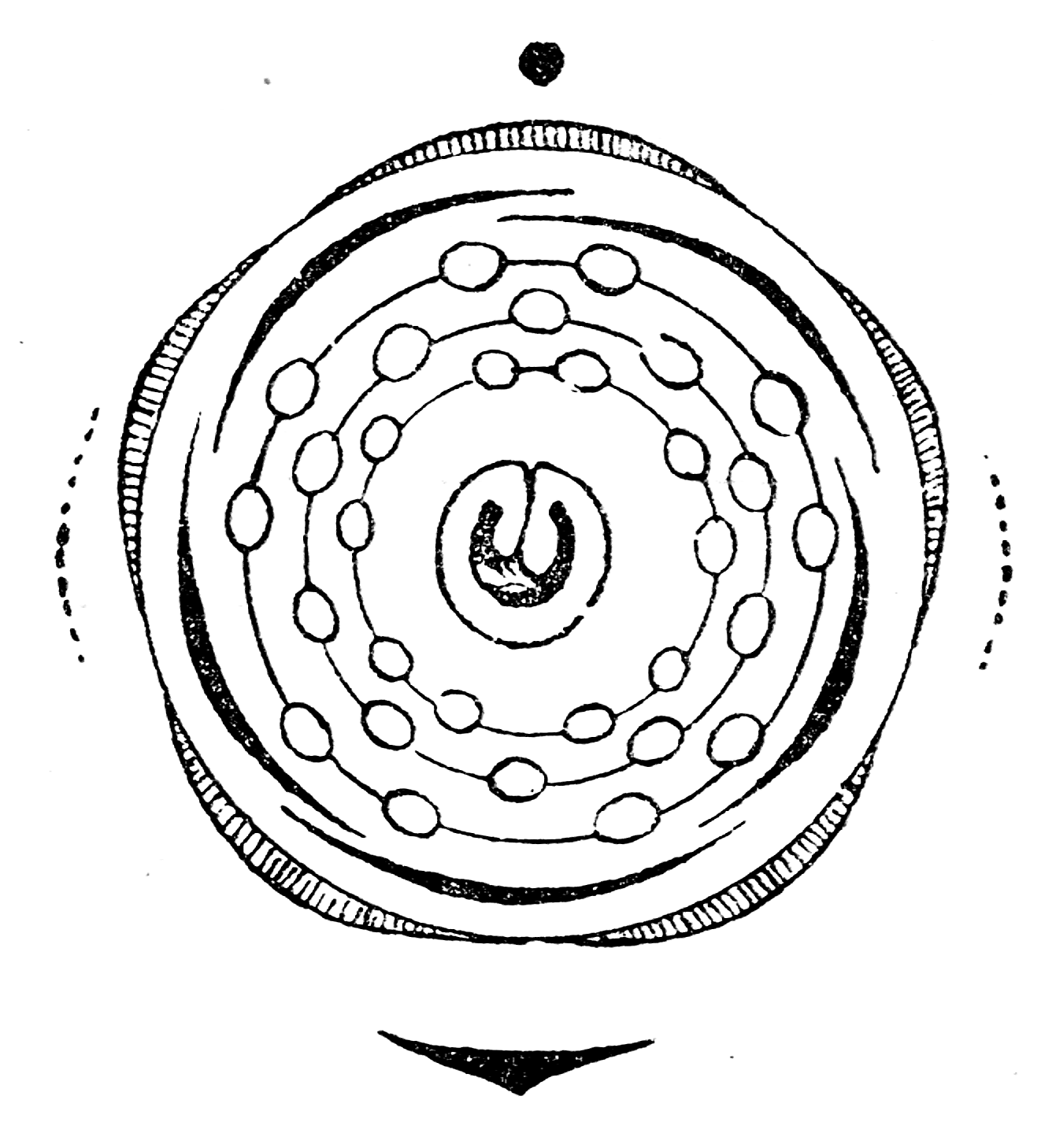
Диаграмма цветка

Деревце, дерево или крупный кустарник высотой 0,6—10 м, крона удлинённая, густая. Кора матовая, чёрно-серая, с беловатыми чечевичками. Молодые ветви оливковые или вишнёво-красные.
Листья простые, очерёдные, яйцевидно-ланцетные или продолговато-эллиптические, длиной 3—10 (реже 15) см, голые, тонкие, на коротких черешках, заострённые, по краю остропильчатые; прилистники шиловидные, рано опадающие; черешки длиной 1—1,5 см, наверху у основания листовой пластинки две желёзки.
Цветки белые (реже розоватые), собраны в длинные густые поникающие кисти длиной 8—12 см, с сильным запахом, на цветоножках. Чашелистиков и лепестков по 5, тычинок 20, пыльники жёлтые, пестик один.
Плод — шаровидная чёрная костянка диаметром 8—10 мм, сладкая, сильно вяжущая. Косточка округло-яйцевидная. Плод вначале зелёный, сердцевидный, плотный, по мере созревания кожица краснеет, далее чернеет. Мякоть зрелых плодов зелёная, на воздухе приобретает темно-фиолетовый цвет.
Цветёт в мае — июне. Плоды созревают в июле — августе.
Размножается вегетативно (черенками, корневой порослью), реже семенами.
Обильно цветёт ежегодно, однако плодоносит не каждый год, так как цветки повреждаются поздневесенними заморозками, а сами деревья подвергаются нападению многочисленных вредителей.
В условиях Ростовской области сумма эффективных температур для начала цветения 127,6±3,8 °С, а для окончания цветения 222,8±5,2 °С.

## Распространение и экология
Естественный ареал — Северная Африка (Марокко), вся Европа, Закавказье, Малая, Центральная, Северная и Восточная Азия (в том числе многие провинции Китая).
Занесена и натурализовалась повсюду в мире в зоне умеренного климата.
Предпочитает влажные, богатые почвы с близким залеганием грунтовых вод. Растёт преимущественно по берегам рек, в приречных лесах (уремах) и кустарниковых зарослях, по лесным опушкам, на песках, по лесным прогалинам.

### Химический состав
В плодах, коре и листьях найдены дубильные вещества (в коре их 2—3 %, мякоти — до 15 %). Найдена также свободная синильная кислота — в коре 0,09 %, в листьях — 0,05 %. В состав плодов входят также органические кислоты (яблочная и лимонная), витамины — аскорбиновая кислота, рутин, антоцианы, флавоноиды (до 20 %), до 5 % сахаров, эфирное масло. В ядрах косточек обнаружены жирное масло и гликозиды — амигдалин, прулауразин, пруназин. В листьях накапливается до 0,28 % аскорбиновой кислоты, эфирное масло.
Плоды, цветки, кора, почки и особенно листья содержат бензойный альдегид, обусловливающий их фитонцидные свойства.
Амигдалин при энзиматическом расщеплении даёт бензойный альдегид, синильную кислоту и глюкозу. В коре и листьях находится свободная синильная кислота. Наибольшее содержание амигдалина обнаружено в коре (2 %) и семенах (1,5 %).

## Хозяйственное значение и использование

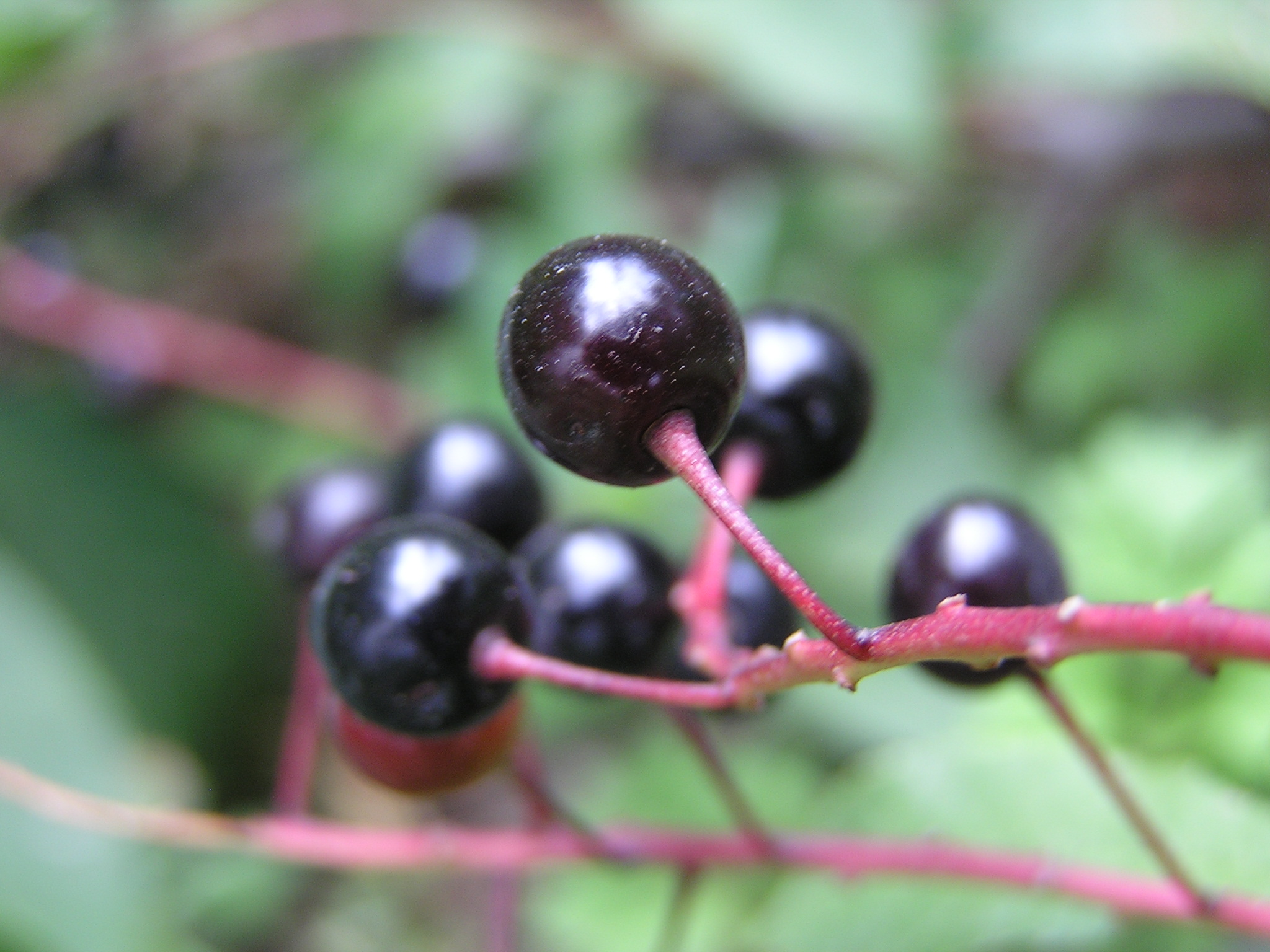
Кисть со зрелыми плодами черёмухи обыкновенной

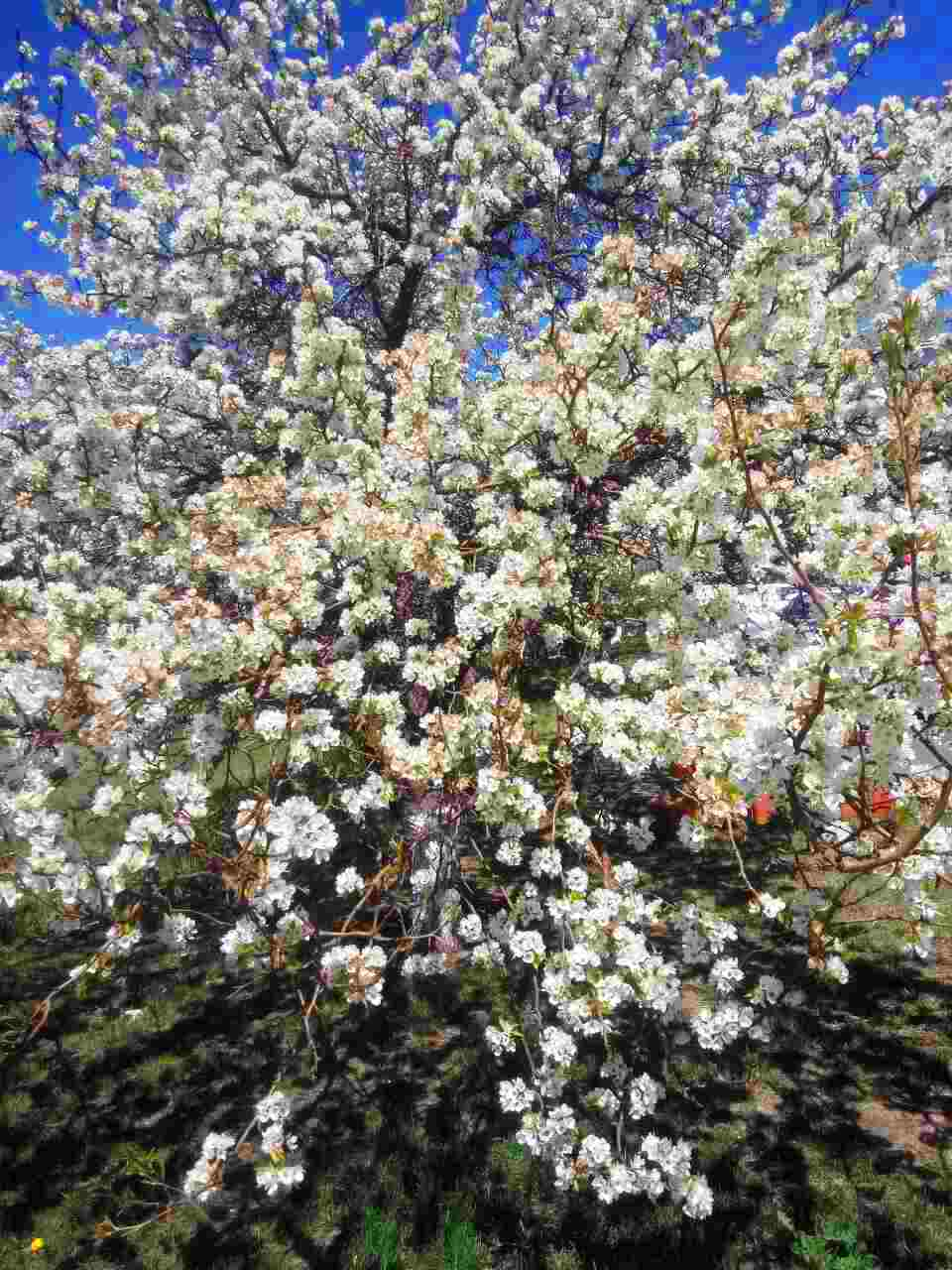
Цветение черемухи. Бурятия, Россия

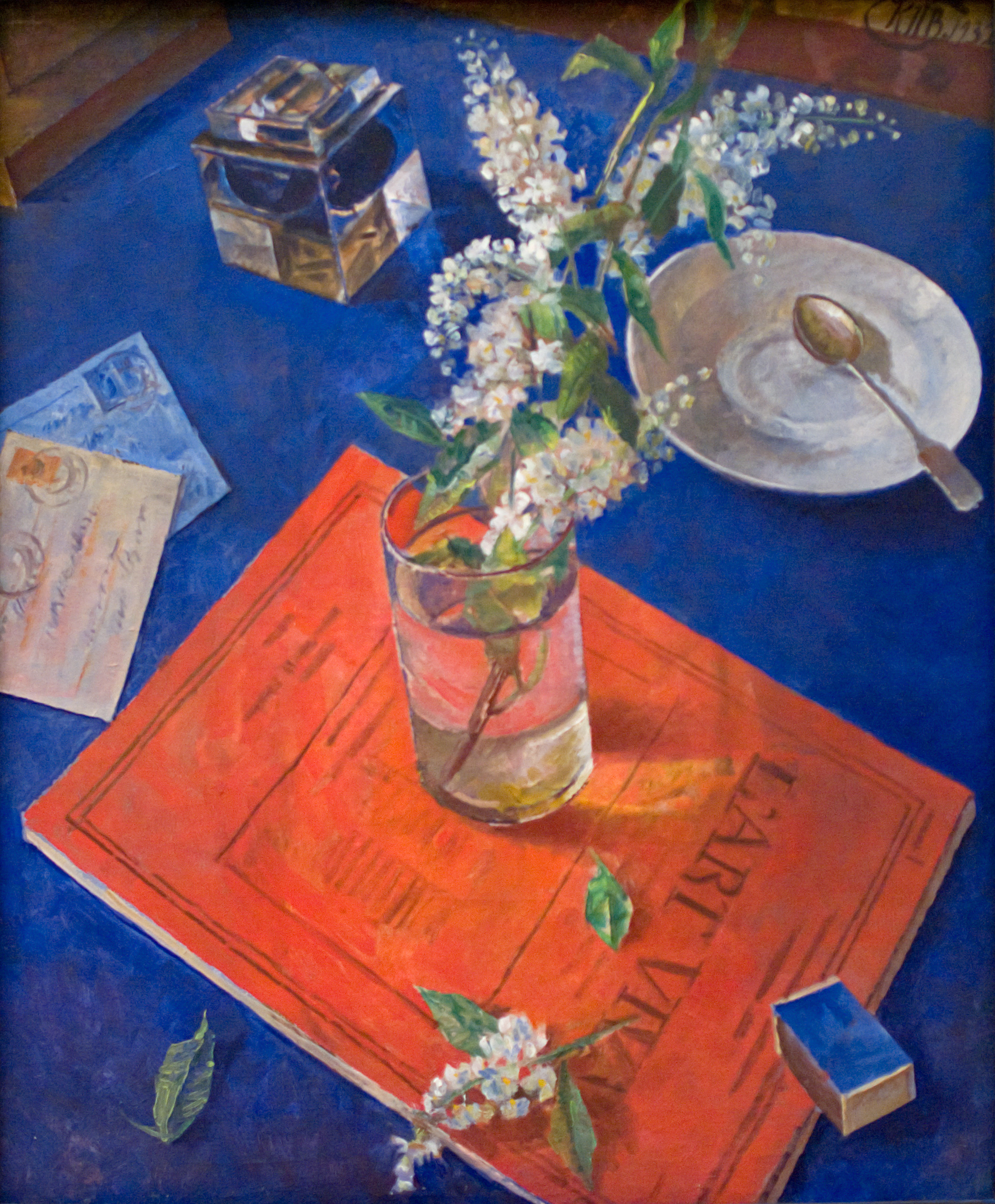
Кузьма Петров-Водкин. Черёмуха в стакане (1932, Государственный Русский музей)

### В медицине
Зрелые плоды оказывают закрепляющее, вяжущее, бактерицидное, витаминное, общеукрепляющее, противовоспалительное действие, нормализируют функцию кишечника, желудка. Антоцианы с Р-витаминной активностью оказывают капилляроукрепляющее действие.
Кора обладает потогонным, жаропонижающим, мочегонным действием.
Листья обладают закрепляющими, витаминными свойствами.
Цветки используют как противовоспалительное, ранозаживляющее, фитонцидное средство.
Также указывается, что благодаря наличию дубильных веществ плоды обладают вяжущими свойствами, в виде отвара или настоя их рекомендуют при поносе неинфекционной природы и других желудочно-кишечных расстройствах. Плоды входят в состав желудочного чая. По своему действию они могут заменить плоды черники, часто используются совместно. Из свежих цветков получают черёмуховую воду, применяемую иногда при лечении глаз в качестве примочек.
В народной медицине листья использовали:
- внутрь при туберкулёзе лёгких, бронхите, как противокашлевое, при поносе;
- наружно — для полоскания полости рта при гниении зубов, фурункулёза;
- отвар коры — как моче-, потогонное и инсектицидное средство (против вшей и мух), при болезнях глаз, радикулите;
- цветки в виде настоя или отвара — как противозачаточное средство, в виде настойки — при ревматизме, подагре.

Черёмуха обладает фитонцидными свойствами, благодаря чему способствует оздоровлению атмосферы. Летучие фитонциды черёмухи обыкновенной в первые же минуты убивают мух, комаров, слепней, мошек.
В годы Великой Отечественной войны во многих госпиталях успешно применяли сок её плодов для лечения гнойных ран.
Заготовка и хранение
Для лечебных целей собирают зрелые плоды (лат. Fructus Padi), кору, листья и цветки. Плоды заготавливают по мере созревания с июля по сентябрь; цветки в мае; кору ранней весной.
Кисти с плодами срезают в сухую, ясную погоду, рассыпают тонким слоем, сушат на воздухе или в печах, сушилках, духовках при температуре 40—50 °C. Затем отделяют от стебельков, плодоножек, подгоревших плодов, посторонних примесей. Высушенные ягоды чёрные или матовые, округло-удлинённые, морщинистые, без запаха, кисловато-сладкого вкуса.
Кору сушат на открытом воздухе, в печах, сушилках, духовках при температуре 40 °C. Цветки сушат на воздухе в тени.
Хранят в коробках или мешках, в сухом, проветриваемом помещении. Срок хранения плодов — 3—5 лет, цветков — 1 год, коры — 5 лет.

### В кулинарии
Плоды черёмухи использовались человеком каменного века, о чём свидетельствуют результаты археологических раскопок.
Черёмуха не только декоративна, но и известна как плодовая культура. Зрелые плоды едят свежими, перетёртыми с сахаром, используют для приготовления наливок, настоек и прохладительных напитков.
Молотые сухие плоды черёмухи (мука) — начинка для пирогов, ватрушек, из него варят кисель, иногда заваривают как суррогат чая. В некоторых местностях порошок из сухих плодов черёмухи добавляют к ржаной и пшеничной муке, отчего хлеб приобретает миндальный аромат. Порошок используют и при изготовлении пряников, тортов.

### В садоводстве
Черёмуху разводят в садах и парках как декоративное растение, особенно эффектны формы с плакучими ветками, махровыми цветками и разноцветными листьями.
В культуре обычны черёмуха обыкновенная с чёрными, вяжущими, как бы лакированными плодами, и американские виды — Черёмуха виргинская (Padus virginiana) с красными плодами и Черёмуха поздняя (Padus serotina). В США и Канаде получены более 15 сортов черёмухи виргинской пищевого назначения. У новых сортов черёмухи плоды более крупные и менее терпкие, со своеобразным пикантным вкусом.
Выведенный Иваном Мичуриным гибрид черёмухи и вишни Церападус 1, имеющий горькие плоды, используется в селекционной работе. С участием этого растения и черёмухи Маака получены такие сорта вишни, как 'Возрождение', 'Новелла', 'Олимп', 'Памяти Щербакова', 'Русинка', 'Фея', 'Харитоновская' и другие. Некоторые сорта черёмухи включены в Государственный реестр селекционных достижений Российской Федерации.
Сорта
- 'Colorata' — один из самых интересных и эффектных сортов черемухи, отобран в Швеции. Кора и побеги пурпурные или тёмно-пурпурные; листья ярко-пурпурные при распускании, летом становятся тёмно-зелёными с пурпурными жилками. Бутоны красные, распустившиеся цветки розовые, осенняя окраска листьев розово-красная, плоды тёмно-красные. Позже выведенный сорт ‘Purple Queen’ отличается более интенсивной окраской[8].
- 'Plena' имеет крупные полумахровые цветки. Цветение не столь обильное, как у простых сортов, но более продолжительное. Наибольшую ценность представляет собой сами цветки, по виду напоминающие небольшие розочки, и потому для посадки этого дерева нужно выбирать место, где будет возможность такую красоту рассмотреть[8].
- 'Watereri' — английский сорт. Отличается многоцветковыми соцветиями длиной до 18—20 см, которые обычно не поникают и располагаются почти горизонтально[8].

### Древесина
У черёмухи тяжёлая, крепкая, плотная (720 кг/м³) и гибкая древесина, которая не боится влаги и при высыхании не коробится и не растрескивается, плохо раскалывается. Хорошо протравливается и равномерно окрашивается. Усыхает мало, но сушить её следует с осторожностью. Хорошо просушенная древесина не коробится. Подходит для резных работ с тонкой моделировкой мелких деталей, столярных и токарных работ. В прошлом из черёмухи изготавливали вальки для стирки белья.

### Другое

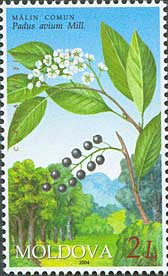
Почтовая марка Республики Молдова

Весенний медонос, даёт нектар и много пыльцы. Медовая продуктивность в условиях Ростовской области 5—6 кг/га.
Кору, почки и молодые побеги поедают лось и бобр. Ягоды поедают дрозды и рябчики. В питании промысловых животных имеет ограниченное значение. Лошади и свиньи не едят. Овцы и козы поедают. Листва летом поедается северным оленем (Rangifer tarandus).
Кора черёмухи может использоваться для окраски тканей и кож в зелёный и красно-бурый тона, плоды использовали для подкраски спиртных напитков в тёмно-красный оттенок.
Эфирное масло, содержащееся в листьях, в прошлом употребляли для отдушки парфюмерных изделий. Иногда в ликёро-водочной промышленности для горьких настоек использовали плоды, значительно реже — цветки.

## Классификация

### Таксономическое положение
- Prunus padus L., 1753, Sp. Pl. : 473

Вид Черёмуха обыкновенная относится к роду Слива (Prunus) семейства Розовые (Rosaceae) порядка Розоцветные (Rosales), последовательно входящего в более крупные клады Фабиды → Розиды → Суперрозиды → Эвдикоты → Цветковые растения. Таксономическая схема в соответствии с Системой APG IV по состоянию на июнь 2024 года:
|  |                          |  |                                   |                                   |                   |  | еще 8 семейств | еще 8 семейств |                           |  |                         |  | еще 392 подтвержденных вида и 596 видов, ожидающих подтверждения | еще 392 подтвержденных вида и 596 видов, ожидающих подтверждения |  |
|  |                          |  |                                   |                                   |                   |  | еще 8 семейств | еще 8 семейств |                           |  |                         |  | еще 392 подтвержденных вида и 596 видов, ожидающих подтверждения | еще 392 подтвержденных вида и 596 видов, ожидающих подтверждения |  |
|  |                          |  |                                   | порядок Розоцветные               |                   |  |                |                | род Слива                 |  |                         |  |                                                                  |                                                                  |  |
|  |                          |  |                                   | порядок Розоцветные               |                   |  |                |                | род Слива                 |  | 2 внутривидовых таксона |  |                                                                  |                                                                  |  |
|  | клада Цветковые растения |  |                                   |                                   | семейство Розовые |  |                |                | вид Черёмуха обыкновенная |  |                         |  |                                                                  |                                                                  |  |
|  | клада Цветковые растения |  |                                   |                                   |                   |  |                |                |                           |  |                         |  |                                                                  |                                                                  |  |
|  |                          |  | ещё 63 порядка цветковых растений | ещё 63 порядка цветковых растений |                   |  |                | еще 116 родов  | еще 116 родов             |  |                         |  |                                                                  |                                                                  |  |
|  |                          |  |                                   | ещё 63 порядка цветковых растений |                   |  |                |                | еще 116 родов             |  |                         |  |                                                                  |                                                                  |  |

### Синонимы
- Cerasus padus (L.) Delarbre
- Cerasus padus (L.) DC.
- Cerasus racemosa Gray
- Druparia padus (L.) Clairv.
- Padus avium Mill.
- Padus racemosa (Lam.) Gilib.
- Padus racemosa C.K.Schneid.
- Prunus padus subsp. racemosa Domin
- Prunus padus var. genuina Asch. & Graebn.
- Prunus racemosa Lam.

### Внутривидовые таксоны
- Prunus padus subsp. padus
- Prunus padus var. borealis A.Blytt

|                                                                                        |  |  |  |  |
| Слева направо. Цветки. Почки. Осенняя окраска листа. Плоды. Поперечный спил древесины. |  |  |  |  |

## Интересные факты
- Кристаллы хлорацетофенона — боевого отравляющего вещества из группы лакриматоров (веществ, вызывающих очень сильное раздражение конъюктивы, внешней оболочки глаза) — имеют приятный запах цветущей черёмухи. Отсюда его армейский код — «черёмуха».
- Когда цветёт черёмуха, всегда живёт холод: черёмухины холода. Народная примета[14].